# Милош Бабић (уметник)
Милош Бабић (Нови Сегедин, 1904 — 1968) био је сликар и графички дизајнер, запослен у фирми „Футур”, познат по радовима за филмске куће и рекламне агенције, чији су се дела налазили на калканима многих београдских зграда. Један је од српских ликовних стваралаца чији опус није био довољно познат јавности када је настајао, у време између два светска  рата
Иако је себе сматрао сликаром, он се бавио и графичким дизајном. Без обзира што је Милош Бабић сматрао бављење графичким дизајном нужношћу која му обезбеђивала егзистенцију...његова дизајнерска дела сврставају га (према ликовној критици)... међу пажње вредне представнике међуратног београдског графичког дизајна.
Милошева сликарска дела данас су постала део колекција Градског музеја у Суботици и Народног музеја у Београду, а остварења графичког дизајна Музеја примењене уметности у Београду.

## Живот и каријера
Рођен је 1904. године у Новом Сегедину, тада граду у Аустроугарској монархији.У родном граду се од 1918. до 1921. године школовао у Школи за примењену уметност, Одсек унутрашње архитектуре.
Када се са породица Бабић 1921. године преселила у Суботицу, Милош је почео да ради  на ситним фирмописачким послововима. У Беогард  се преселио 1923. године, и у њему остао до своје смрти 1968. године, не прекидајући везе са Суботицом. (у коју се враћао да излаже и ради у атаљеу који је имао код своје тетке).  У Беогард је Милош отишао као и многи уметници са простора Балканског полуострва, јер се он као престоница новостворене Краљевине Срба, Хрвата и Словенаца, динамично развија и модернизовао, и тиме привлачећи ствараоце из свих југословенских крајева.
У Београду, Милош Бабић је нашао посао у тек основаном Aтељеу за молерско-фарбарске послове, рекламе, фирме и декорације „Футур“. чији власници су билa браћа Павле Бихали и Ото Бихаљи Мерин, тада чланови забрањене Радничке странке. У овој фирми се често дискутовало о савременој уметности и друштвеним појавама Иако је и раније био у прилици да присуствује авангардним уметничким иступима, Бабић се у овом атељеу нашао међу личностима активно посвећеним својој друштвено-уметничкој оријентацији.
Није познато колико је дуго Милош Бабић радио у „Футуру“, који је затворен 1927. године. Браћа Бихали су наредне године основала Издавачко предузеће „Нолит“, а он је са њима чинио прве самосталне кораке у комерцијалном графичком дизајну.
Бабић је за мање од деценије прошао пут од младог фирмописца до графичког дизајнера који самосвесно потписује своје радове. Тиме се сврстао у припаднике једне младе и све тражененије професије.
После Првог светског рата у новооснованој краљевини долази до убрзаног развоја потрошачког друштва, у коме је савремени вид пословања наметао потребу сталног рекламирања и скромном занатлији и великој компанији. Реклама је сматрана „цветом савременог живота“.

## Графички дизајн Милош Бабић
Предуслови
Према мишљењу Бојане В. Поповић, из Музеј примењене уметности, Београду, Милош Бабић се формирао као графички дизајнер... 
у времену када су откривене могућности масовне употребе производа и услуга. Теоријски, комерцијални и психолошки захтеви рекламе су још у првој половини 19 века довели до оснивања специјализованих агенција и завода у којима је рађено на стварању графичких решења која ће привући пажњу најширег круга потрошача.  Београд је 1890. године добио Прву српску агенцију за огласе, а временом је број таквих институција растао. Двадесетих година 20. века најпознатије међу њима биле су: „Млада Србија“, „Реклама“, „Југореклам а. д.“, Атеље „Освит – ЕТС“, „Пропаганда“, „Фама“, „Рус“. Тридесетих година доминирала су два рекламна завода – „Облик“ (1933–1941) и „Седма сила“ (1937–1941).  Новинске и издавачке куће су, такође, имале своја рекламна одељења. Међу њима истицало се Време, које је прво понудило услуге у области рекламе, а потом деловало прилагођавајући се новим трендовима. Они који су желели да се рекламирају могли су да се и директно обрате афирмисаним уметницима, а они са најскромнијим буџетом и неискусним али талентованим цртачима.
Плакатер и фирмописац „Бабић“
У таквим условима Милош Бабић је 1930/1931. године основао, или размишљао о покретању, сопствене фирме са називом Плакатер и фирмописац „Бабић“, на адреси на којој је тада становао,у Владетиној улици број 16. Одабрао је старомодне одреднице – плакатер и фирмописац, насупрот, рецимо, Михаилу С. Петрову и Фрањи Радочају, који су 1932. године основали „Пет–Рад“, дефинишући га као „атеље за примењену графику и рекламну уметност.“
Међутим, ликовна решења Бабићевих остварења нису била анахрона. Искуства интернационалног конструктивизма, као и познавање постулата савремене
рекламе, с којима се блиско упознао радећи у „Футуру“, била су одлучујућа за његову дизајнерску праксу. Он се бавио уобичајеним видовима оновремене рекламе – плакатима, новинским и биоскопским огласима, рекламним лецима, графичким идентитетом фирми и етикетама за различите производе.
Ликовно стваралаштво
Бабићеви радови на пољу примењене уметности сматрају се вредним достигнућима међуратног графичког дизајна, а стилска сличност, сличност композиције и мотива на сликама, обележили су његов дизајнерски опус и међуратни циклус стварања.
Као сликар Милош је насликао серију  уљаних слика, које одражавају конструктивистичко-футуристички дух модернизма 1930-их,  делима подстакнутим присуством на курсевима фигуралног цртања Петра Добровића, којем је аутор присуствовао од 1934. до 1940.